# Марк Луї Базен
Марк Луї Базен (фр. Marc Louis Bazin, 6 березня 1932 — 16 червня 2010) — тимчасовий президент і 4-й прем'єр-міністр Гаїті у 1992–1993 роках.

## Життєпис
1982 року, за часів диктатури Жана-Клода Дювальє, був призначений на пост міністра фінансів та економіки. Однак, внаслідок своєї принциповості й непідкупності був усунутий диктатором, перейшов на роботу до Світового банку й апарату ООН.
Після падіння режиму Дювальє 1986 року розглядали як одного з найімовірніших претендентів на посаду нового глави держави. На президентських виборах у грудні 1990 року здобув 14 % голосів, випередивши Жана-Бертрана Аристида. Після усунення останнього від влади, наприкінці вересня 1991 року був обраний головою Руху за відновлення демократії на Гаїті.
У 1992–1993 роках — тимчасовий президент та одночасно прем'єр-міністр країни, був призначений на ці посади військовиками, які захопили владу у вересні 1991 року. Мав підтримку президента США Джорджа Буша старшого.
Після повернення Аристида до влади 2001 року був призначений на пост міністра планування в його адміністрації.
На президентських виборах 2006 року набрав лише 0,68 % голосів на свою підтримку.